# Prytanée militaire de Bembéréké
Le prytanée militaire de Bembéréké (PMB) est une école béninoise qui a pour mission de former les jeunes gens les plus méritants sur le plan scolaire aux carrières militaires et civiles de l’État,. C'est une école sous la juridiction du ministère béninois des enseignements secondaire, technique et de la formation professionnelle et du ministère de la défense,.

## Création
Situé dans la commune de Bembéréké, une ville du nord du Bénin dans le département du Borgou, le prytanée militaire de Bembéréké a été créé par décret  présidentiel le 23 avril 1986 même s'il existait depuis 1982. Il a pour mission de préparer l'élite béninoise (notamment les jeunes garçons) à la vie professionnelle,. Même si les élèves de cette école ne font pas partie de l'armée béninoise ils sont tout de même fortement encouragés à rejoindre les forces armées à la fin de leur formation.

## Admission
Le PMB est une grande école dont les élèves sont triés sur le volet. En effet, l'admission au prytanée militaire de Bembéréké se fait par concours entre les élèves ayant obtenu une très forte moyenne à l'examen du certificat d'étude primaire ( CEP) et faire partie des vingt cinq (25) premiers de son département,. À l’issue du concours, seuls les 3 premiers par département sont retenus en vue d'intégrer le prytanée militaire de Bembéréké. Les apprenants qui viennent au prytanée pour la première fois sont âgés de treize ans au plus,.                 

## Formations
Au prytanée militaire de Bembéréké, les élèves suivent les différents programmes de l'enseignement général au Bénin jusqu'en classe de terminale. Ce cursus scolaire est doublé d'une formation militaire sanctionnée par des diplômes qui permettent à ceux qui sont recrutés dans l'armée de prétendre dès leurs débuts au grade de sergent. Le directeur des études est un civil mais l'école est dirigée par un officier militaire,,.        

## Galerie de photos

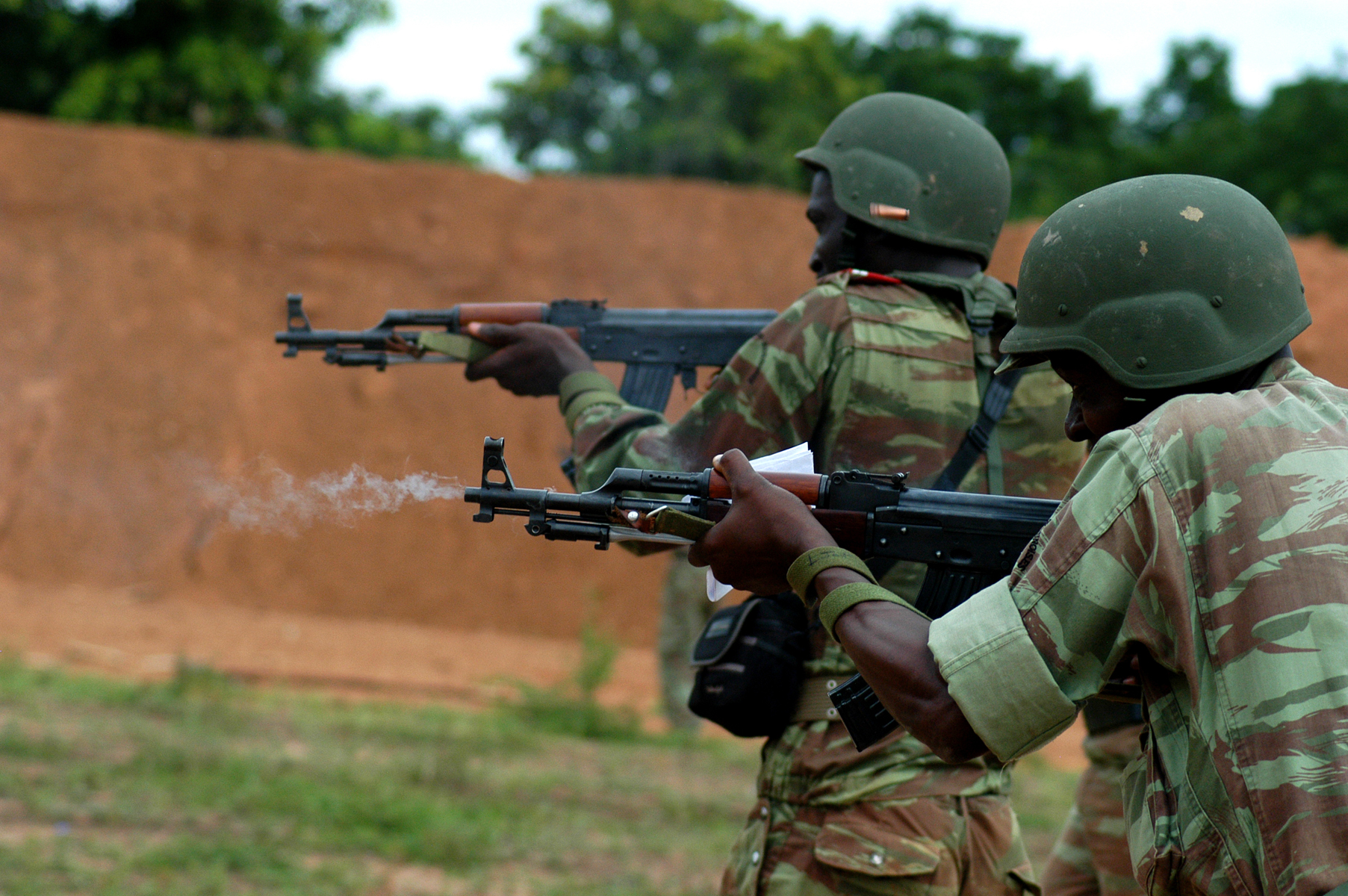
Des soldats de l'armée béninoise participent à un exercice de tir réel à Bembèrèkè
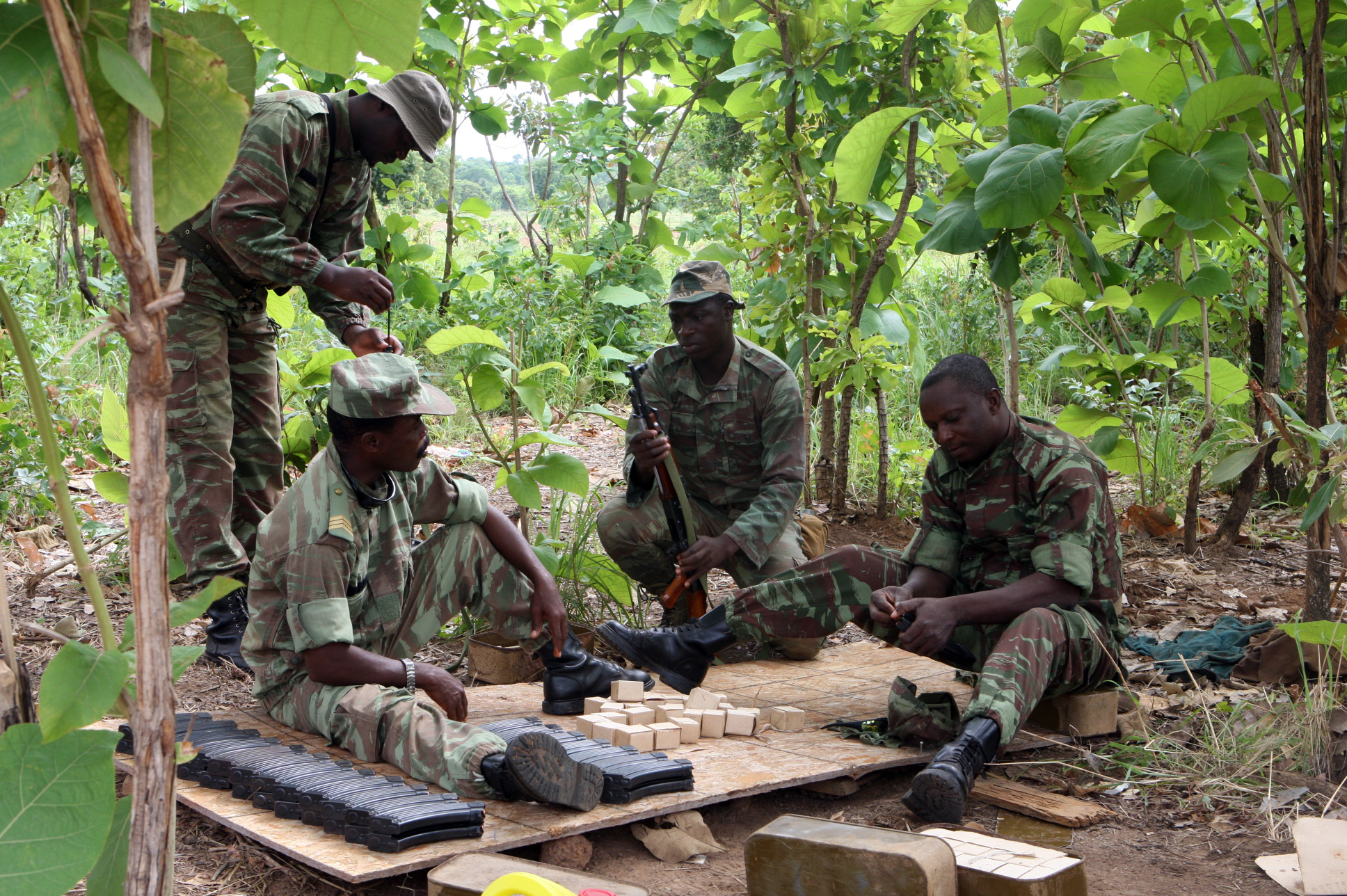
Soldat de l'armée béninoise à Bembèrèkè
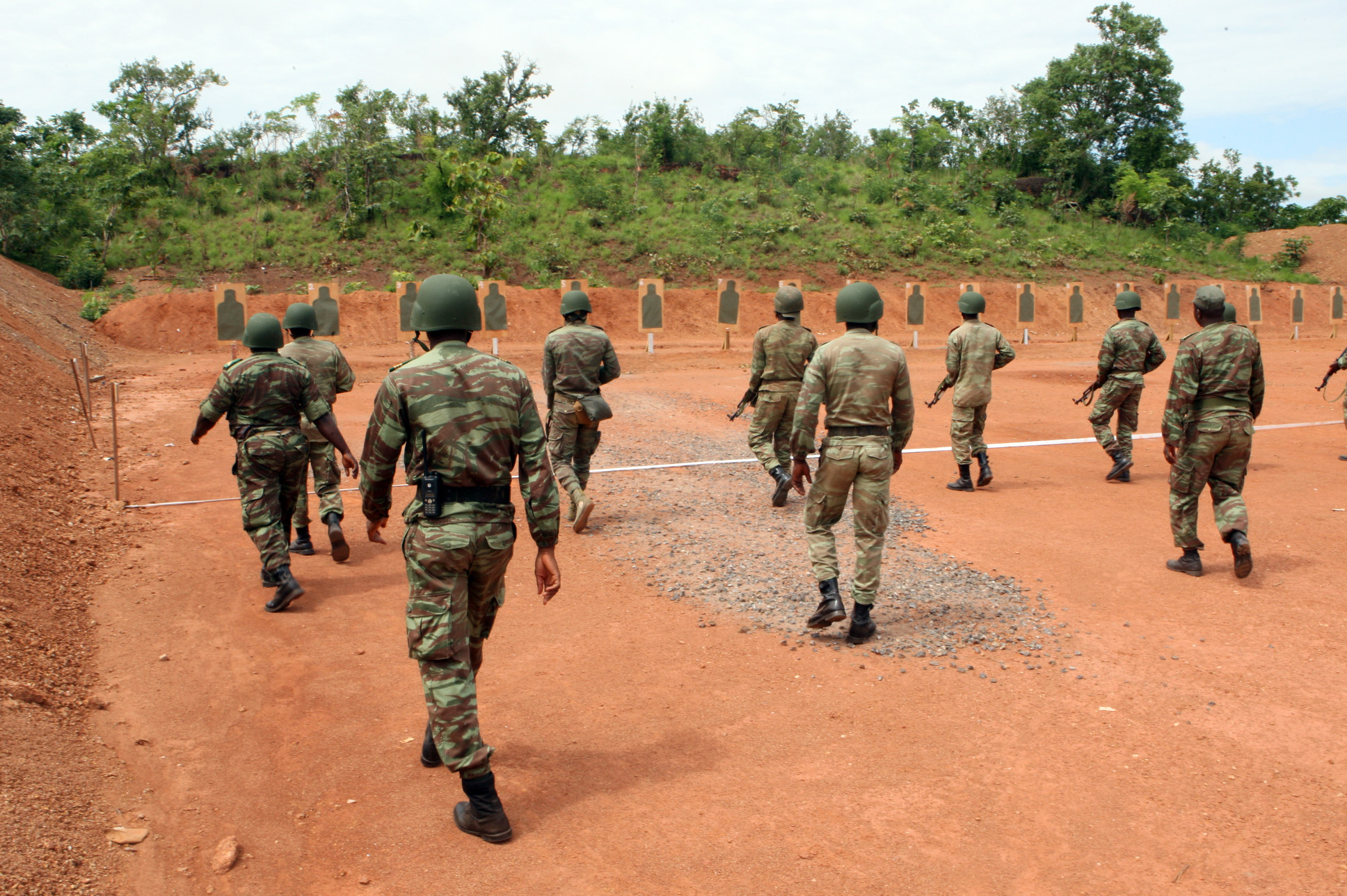
Soldats de la 3e compagnie de l'armée béninoise sur le champ de tir à Bembèrèkè